# Antonio Moreno Casamitjana
Antonio Moreno Casamitjana (* 9. Juli 1927 in Santiago de Chile, Chile; † 31. Juli 2013 in Concepción) war ein chilenischer römisch-katholischer Theologe und Erzbischof von Concepción.

## Leben
Antonio Moreno Casamitjana studierte Philosophie und Theologie am Päpstlichen Priesterseminar von Santiago und der Päpstlichen Katholischen Universität von Chile. Er empfing am 4. Dezember 1949 die Priesterweihe für das Erzbistum Santiago de Chile. Antonio Moreno war Professor und Rektor am Päpstlichen Priesterseminar von Santiago und der Päpstlichen Katholischen Universität von Chile, wo er auch Dekan der theologischen Fakultät und Senatsmitglied war.
Papst Johannes Paul II. ernannte ihn am 22. April 1986 zum Weihbischof in Santiago de Chile und Titularbischof von Mades. Der Erzbischof von Santiago de Chile, Juan Francisco Kardinal Fresno Larraín, spendete ihm am 9. Juli 1986 die Bischofsweihe; Mitkonsekratoren waren Eladio Vicuña Aránguiz, Erzbischof von Puerto Montt, und Bernardino Piñera Carvallo, Erzbischof von La Serena. Sein Wahlspruch war „Anunciaré tu verdad“ (Ich werde deine Wahrheit verkünden). Er war als Bischofsvikar für den Norden der Diözese zuständig. Zudem war er Vorsitzender der Kommission für die Kommunikation der chilenischen Bischofskonferenz.
Er wurde am 14. Oktober 1989 zum Erzbischof von Concepción ernannt und am 12. November desselben Jahres in das Amt eingeführt. 1989 wurde er in die Päpstliche Kommission für Lateinamerika berufen, ab 1990 war er zudem Berater des Päpstlichen Rates für den Dialog mit Nicht-Gläubigen. 1993 wurde er Mitglied der Pastoralkommission der Bischofskonferenz von Chile und 1995 Mitglied des Ständigen Ausschusses der Konferenz. Er war Kanzler der Universidad Católica de la Santísima Concepción, die er 1991 gegründet hatte.
Am 27. Dezember 2006 nahm Papst Benedikt XVI. seinen altersbedingten Rücktritt an.

## Schriften
- Interpretar la biblia, Ed. Salesiana 1978, zusammen mit Jaime Moreno Garrido, Beltrán Villegas M.
- Homenaje al professor Dr. Julio Jimenez Berguecio, Universidad Catolica de Chile 1983, zusammen mit Marciano Barrios Valdes, Juan Ochagavia Larrain